# Rifugio Pizzini Frattola
Il rifugio Pizzini Frattola è un rifugio situato nel comune di Valfurva (SO), in Valtellina nel gruppo Ortles-Cevedale, a 2.706 m s.l.m.

## Caratteristiche e informazioni
Il rifugio si trova all'interno del Parco nazionale dello Stelvio, precisamente in  Val Cedec, ai piedi dell'imponente sagoma del Gran Zebrù. Risalendo il sentiero per raggiungere il rifugio è possibile ammirare la maestosa Vedretta dei Forni, splendido esempio di ghiacciaio di tipo himalayano. È di proprietà del CAI sezione di Milano.

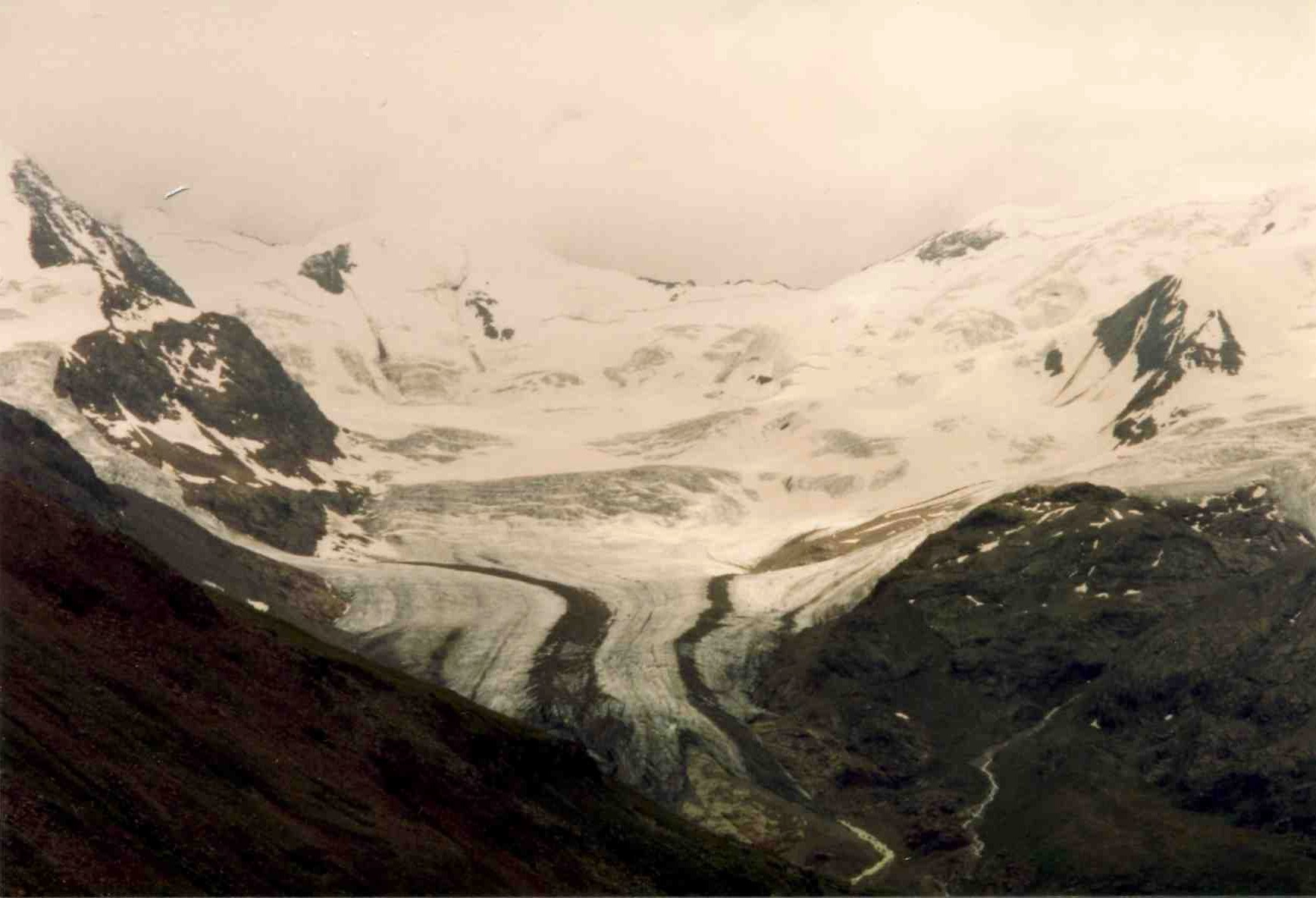
La vedretta dei Forni

## Accessi
Il rifugio è raggiungibile da:
- Santa Caterina Valfurva salendo (anche con l'autovettura) lungo la strada che dall'abitato arriva al rifugio dei Forni (2.176 m) e da qui a piedi risalendo la Val Cedec. Esiste anche un sentiero alternativo che collega i due rifugi passando però a quote più elevate.
- Passo Zebrù discendendo dal passo Zebrù, con un percorso di media difficoltà che impiega circa 30 minuti di cammino. Il passo Zebrù collega la valle Cedec con la val Zebrù.

## Ascensioni
- Gran Zebrù (3.859 m) 4.00 h